# Булгаков Микола Опанасович
Микола Опанасович Булгаков (20 серпня (1 вересня) 1898, Київ, Російська імперія — 13 червня 1966, Кламар, О-де-Сен, Франція) — російський та французький вчений, біолог, бактеріолог, доктор філософії, син Опанаса Булгакова, брат письменника Михайла Булгакова. Прототип Миколки Турбіна з роману «Біла гвардія» .

## Біографія

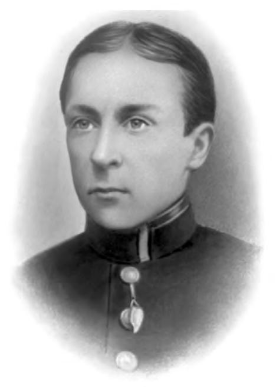
Микола Булгаков, прибл. 1916 року.

Микола Опанасович Булгаков народився 20 серпня (1 вересня) 1898 року в сім'ї Опанаса Івановича та Варвари Михайлівни Булгакових. Навчався в Олександрівській гімназії . На початку жовтня 1917 року Микола вступив до Київського Олексіївського інженерного училища і став юнкером. Брав участь у жовтневих боях, після яких юнкерські училища були розпущені.
1 вересня 1918 року став студентом 1-го курсу медичного факультету Київського університету. В університеті Микола Булгаков провчився трохи більше двох місяців.
Вже 14 листопада 1918 року в Києві було оголошено військовий стан та тимчасово закрито всі вищі навчальні заклади. Військова молодь Київського університету палко підтримала формування Київської добровольчої дружини Національної гвардії під командуванням генерал-майора Лева Ниловича Кирпічова. Це дружина створювалася під патронажем міністерства внутрішніх справ України та безпосереднім заступництвом міністра Кістяковського, якому гетьман Скоропадський надав необмежені повноваження. У цю дружину вступив добровольцем Микола Булгаков .
Після того, як німці залишили Київ, стало зрозумілим, що Київ Скоропадському не втримати. Вранці 14 грудня 1918 року добровольчі частини залишили фронт і кинулися до Києва. За ними по п'ятах, не вступаючи у бій, йшли українські частини. Бійці дружини Кирпичова скупчилися біля будівлі Педагогічного музею, де змушені були здатися. Вони стали бранцями і були зібрані у музеї.

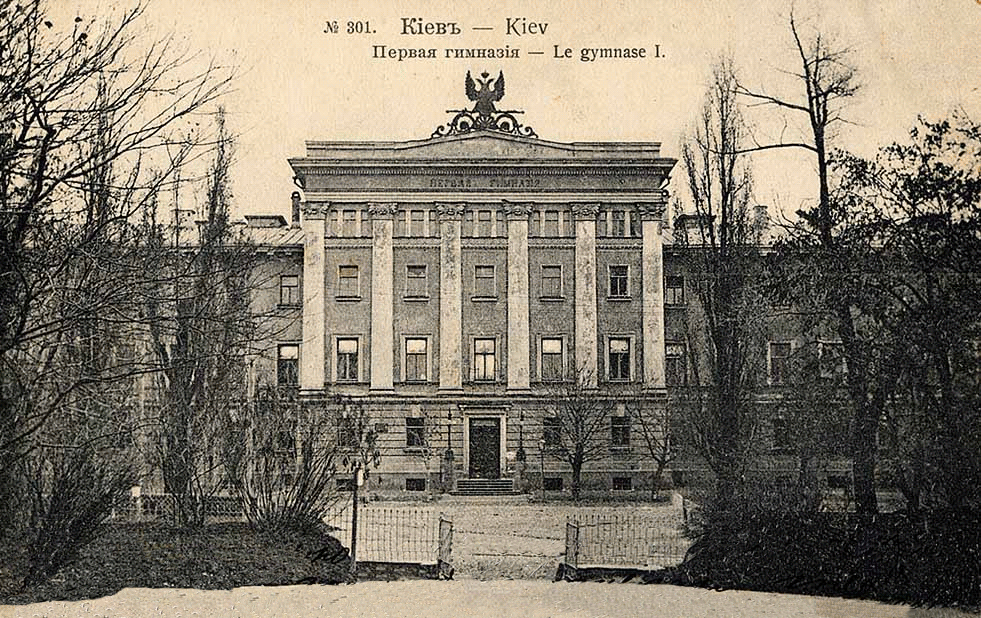
Перша київська гімназія. Поштова листівка початку XX ст.

Олена Сергіївна Булгакова записала зі слів дружини Миколи Опанасовича сімейну легенду, яка навіть мала назву «Як педель Максим врятував Миколку» :
«Коли петлюрівці прийшли, вони зажадали, щоб усі офіцери та юнкери зібралися у Педагогічному музеї Першої гімназії (музей, де збиралися роботи гімназистів). Усі зібралися. Двері замкнули. Коля сказав: „Панове, треба бігти, це пастка“. Ніхто не наважувався. Коля піднявся на другий поверх (приміщення музею він знав як свої п'ять пальців) і через якесь вікно вибрався надвір. На подвір'ї був сніг, і він упав у сніг. Це був двір їхньої гімназії, і Коля пробрався до гімназії, де зустрівся Максим (педель). Потрібно було змінити юнкерський одяг. Максим забрав його речі, дав йому одягнути свій костюм, і Коля іншим ходом вибрався — у цивільному — із гімназії і пішов додому. Інші були розстріляні».
Навесні та влітку 1919 року Микола Булгаков був студентом медичного факультету Київського університету, а тому ні петлюрівська мобілізація, ні мобілізація до Червоної армії йому не загрожували. У вересні 1919 року до Києва увійшли білі частини, і Микола Булгаков як колишній юнкер-інженер був призваний до Добровольчої армії та відправлений до одеського Сергієвського артилерійського училища для закінчення військової освіти. У лютому 1920 року до Одеси підійшли війська Червоної армії. Для оборони міста юнкера-сергіївці було виведено на вулиці міста, де охороняли порядок, відбивали атаки місцевих більшовиків та червоних частин та блокували їхні спроби прорватися до Одеського порту.
Вдень 6 лютого 1920 року за наказом командування Сергієвське училище залишило місто і на транспорті «Микола» було переправлено до Севастополя. Наступного дня до Одеси увійшли частини Червоної армії. Після прибуття училища до Севастополя генерал Слащов (прототип Хлудова з п'єси М. О. Булгакова «Біг») наказав юнкерам відбути на фронт, що проходив кримськими перешийками. У Криму Миколу було поранено у праву легеню. З Криму разом із Російською армією генерала П. Врангеля Миколу Булгакова з училищем було евакуйовано в листопаді 1920 року на транспорті «Ріона» в Галліполі. 12 липня 1921 року, в день іменин генерала Врангеля, відбулося провадження в офіцери юнкерів Сергієвського училища. Прапорщиком став і Микола Опанасович Булгаков.
З Туреччини в 1921 році Микола перебрався до Хорватії (тоді — частина Королівства Югославія), де вступив до Загребського університету на медичний факультет.

Ось як у своєму листі матері 16 січня 1922 року Микола Опанасович описує своє життя:
«Після досить тяжкого року, проведеного мною у боротьбі за існування, я остаточно поправив свої легені та вирішив знову розпочати навчальне життя. Але не так легко це було зробити: знадобився цілий рік служби в одному зі шпиталів, щоб остаточно стати на ноги, одягнутися з ніг до голови і дістати хоч трохи грошей для початку тяжкого в сьогодення навчального шляху. Це була дуже важка і завзята робота: так, наприклад, я просидів під замком 22 діб один з віспи хворими селянами, доставленими з враженого епідемією повіту. Працював у тифозному відділенні з 50 хворими, і Бог мене виніс цілим та неушкодженим. Все це пом'якшувалося свідомістю, що близька мета. І справді, я накопичив грошей, одягнувся, купив все необхідне для самотнього життя і поїхав до Університету (Загребського), куди мене влаштував проф. Лапінський за моїми паперами. Спочатку працював, скільки сил вистачало, щоб показати себе. Тепер я звільнений від плати за вчення і отримую від Університету стипендію, рівну 20-25 рублів мирного часу. Половину цього (або трохи менше) забирає квартира, опалення, освітлення, а решта інших потреб життя: їжу та інші…»
Його старший брат Михайло намагався матеріально допомогти Миколі та висилав йому гроші за кордон. Проте з 1929 року у зв'язку із припиненням публікацій у пресі та зняттям з репертуару п'єс Михайло Опанасович уже не міг більше посилати грошей. Після закінчення Загребського університету Миколай залишився там при кафедрі бактеріології в аспірантурі. В 1929 році Микола захистив дисертацію на ступінь доктора філософії — його спеціалізацією були бактеріофаги. На роботи Миколи Булгакова звернув увагу першовідкривач бактеріофага професор Фелікс д'Ерель та викликав до себе до Парижа. Туди Микола Опанасович прибув у серпні 1929 року, про що повідомив 17 серпня братові до Москви: «Умови дають мені можливість скромно жити, ні від кого не залежно, я цього давно не мав».
У 1932 році Микола Опанасович одружився з Ксенією Олександрівною Яхонтовою, донькою професора-емігранта. У 1935 році він виділив зі зразків, зібраних у паризькій каналізації, бактеріофаг ΦX174 в лабораторії Фелікса д'Ереля в Інституті Пастера. У грудні 1935 року за дорученням д'Ереля відбув до Мексики, де протягом трьох місяців читав лекції.
Микола Булгаков у 1941 році (після початку німецько-югославської війни) як підданий Югославії був заарештований німецькою окупаційною владою у Франції і відправлений до табору для інтернованих у районі Комп'єна, де працював лікарем. Він брав участь у Руху Опору, в тому числі сприяв втечі кількох в'язнів. Після війни Микола Опанасович працював у Пастерівському інституті.
За наукові досягнення французький уряд нагородив Миколу Опанасовича орденом Почесного легіону.
Помер Микола Опанасович Булгаков 13 червня 1966 року від розриву серця в паризькому передмісті Кламар. Він був похований на російському цвинтарі Сент-Женев'єв-де-Буа.

## Прототип Миколки Турбіна
Друга дружина письменника Любов Євгенівна Білозерська-Булгакова у книзі «Спогади» писала:
«Один із братів Михайло Опанасовича (Микола) був також лікарем. Ось на особи молодшого брата, Миколи, мені й хочеться зупинитися. Серцю моєму завжди був милий благородний і затишний чоловічок Ніколка Турбін (особливо за романом „Біла гвардія“. У п'єсі „Дні Турбіних“ він набагато схематичніший.). У житті мені Миколи Опанасовича Булгакова побачити так і не вдалося. Це молодший представник улюбленої у булгаковській сім'ї професії — доктор медицини, бактеріолог, учений та дослідник, який помер у Парижі у 1966 році. Він навчався в Загребському університеті і там же залишився при кафедрі бактеріології».